# Adolphe Goossens
Adolphe Anthony Goossens (Londres (Regne Unit), 29 d'abril, 1896 - Batalla del Somme (Primera Guerra Mundial), 17 d'agost, 1916) va ser un trompetista, membre de la famosa família musical Goossens d'origen belga, però que va viure a Anglaterra des de 1873. El seu pare era el director d'orquestra i violinista Eugène Goossens. Era el tercer fill de cinc, tots músics: els seus germans eren Eugene Goossens (director d'orquestra i compositor), Marie (arpista), Léon (oboista) i Sidonie (arpista).
Adolphe i Leon van adquirir experiència primerenca en la interpretació orquestral a les orquestres de Merseyside, incloent-hi l'Orquestra Akeroyd i l'Oxton Orchestral Society de Birkenhead, dirigides en aquell moment per James Matthews, director adjunt de l'Orquestra Filharmònica de Liverpool. Amb els seus germans, Adolphe va estudiar al Royal College of Music de Londres. Hi va ser des del maig de 1912 fins al desembre de 1913, i després va començar a tocar en orquestres professionals. Va passar una temporada d'estiu a Torquay en una banda de música dirigida per Basil Cameron, i després es va unir a l'Orquestra Escocesa de Glasgow sota Emil Mlynarski. També estava començant a compondre.
Mentre era a Glasgow, es va allistar per impuls a l'exèrcit britànic (els Artists Rifles) i va ser destinat ràpidament a França. Comissionat al camp com a sotstinent, va ser destinat al Regiment de Norfolk i se li va donar el comandament d'un escamot. Va morir als 20 anys durant la batalla del Somme. El seu nom és un dels 38 del Monument als Caiguts del Royal College of Music.